# إيكال أنجيلي
إيكال أنجيلي هي سياسية وخبيرة بيئية كينية.

## حياتها
ولدت أنجيلي في كيتالي، كينيا. وتخرجت في جامعة ستوني بروك في نيويورك بشهادة في السياسة العامة والعلوم السياسية.
تعتبر أنجيلي المتحدثة باسم مجتمعات السكان الأصليين الكينية. وهي المؤسس المشارك ومديرة منظمة أصدقاء بحيرة توركانا، وهي منظمة شعبية تهدف إلى تعزيز العدالة الاجتماعية والاقتصادية والبيئية في حوض توركانا، وجميع المجتمعات التي تعيش حول البحيرة.

حصلت على جائزة غولدمان للبيئة في 2012، نتيجة جهودها في إلقاء الضوء على الآثار البيئية الناجمة عن سد جيلجل جيب الثالث الواقع في إثيوبيا على نهر أومو، ·  كما فازت بميدالية لوك هوفمان «لعلوم الأراضي الرطبة والمحافظة عليها» في 2014، بالاشتراك مع الأستاذ دبليو. جيه. فولف، عن «دورها الحاسم في تعزيز وتمثيل مصالح مئات الآلاف من السكان الذين يعيشون حول بحيرة توركانا».